# 北京人艺小剧场
北京人艺小剧场，位於北京市东城区王府井大街22号院内首都剧场南侧，隶属北京人民艺术剧院，2009年停业。

## 简介
北京人艺小剧场是由导演林兆华提议兴建，1993年6月北京人民艺术剧院作出兴建决定。1995年11月20日，北京人艺小剧场落成，傅维伯任经理。1995年11月23日，北京人艺小剧场首演，首演剧目为美国剧作家山姆·谢泼德的《情痴》，任鸣执导。随后演出了过士行编剧、林兆华导演的《棋人》，郑铮导演的《楼顶》等剧目。1996年度最后一出剧目是话剧《李素丽》。这一年中，北京人艺小剧场上演10部戏，共演出174场，观众23000人次。
1997年上演话剧《俺爹我爸》以及孟京辉导演的《爱情蚂蚁》等。1999年上演孟京辉导演的《盗版浮士德》等。2000年上演李六乙导演的《非常麻将》、张广天导演的《切·格瓦拉》、莫言编剧的《霸王别姬》等。2001年上演北京人艺排演的《第一次亲密接触》、《无常·女吊》等。2002年上演《涩女郎》等。
2009年3月22日，话剧《谈谈情，跳跳槽》在北京人艺小剧场演出最后一场，这是北京人艺小剧场最后一场演出。此后，北京人艺小剧场停业。停业原因是设施老化，以及要服从北京人艺新剧场整体规划。